# Rev Theory

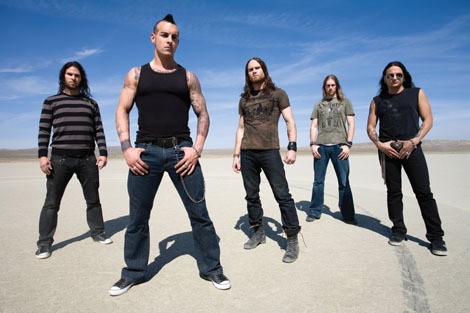
Rev Theory

Rev Theory (früherer Bandname: Revelation Theory) ist eine amerikanische Rockband aus North Andover, Massachusetts. Derzeit stehen sie bei Interscope Records unter Vertrag.

## Bandgeschichte
Die Mitglieder der Vorgänger-Band Revelation Theory kamen ursprünglich aus North Andover, wo sie sich 1997 am Merrimack College kennenlernten. 2001 zogen die Bandmitglieder nach New York City, wo sie ein Jahr später den jetzigen Bassisten Matt McCloskey trafen.
Im Jahre 2005 erschien ihr Debütalbum Truth Is Currency, das unter dem Label EMI veröffentlicht wurde. Im gleichen Jahr tourten sie mit Bands wie Sevendust und Hinder als Vorband. Ihre erste Singleauskopplung Slowburn schaffte es in den USA auf Platz 27 der Mainstream Rock Tracks Charts 2005.
Im folgenden Jahr traten sie erstmals in Europa auf, als Vorgruppe von Evanescence und Saliva.
2007 tourte die Band erneut mit Rockgrößen wie Papa Roach und Hinder in den USA.
Den Durchbruch schaffte Rev Theory 2008, als World Wrestling Entertainment (WWE) ihre Musik für ihre Pay-Per-View Events nutzte.
So stellte die Band mit dem Song Light It up die Musik für das größte Wrestling Event des Jahres. Der Song Hell Yeah war das offizielle Theme zum ECW One Night Stand. Die ehemalige WWE DIVA Ashley Massaro trat im Video zu Hell Yeah auf und WWE Superstar Randy Orton nutzt das Lied Voices als Einlaufmusik. Außerdem ist Hell Yeah der Titelsong der amerikanischen Fernsehserie Blue Mountain State.
Im Januar 2009 begann die Band mit Theory of a Deadman und Ten Second Epic in den USA zu touren. Im Februar erschien ihr drittes Studioalbum Justice bei DGC / Interscope Records.
Das vierte Studioalbum The Revelation erschien im September 2016.
2018 kündigte die Band an, dass sie nicht mehr auf Tour gehen werde. Jedoch bestehe durchaus die Möglichkeit, neue Musik zu veröffentlichen.

## Mitglieder
- Rich Luzzi – Gesang, Rhythmusgitarre
- Julien Jorgensen – Leadgitarre
- Matt McCloskey – Bass, Backgroundgesang
- Dave Agoglia – Schlagzeug

## Diskografie
- Revelation Theory EP (2004)
- Truth Is Currency (Element One / Idol Roc/Bikiniwax, (2005) als Revelation Theory)
- Light It Up (Interscope Records, 2008) als Rev Theory. US #74
- Justice (DGC/Interscope Records, 2011) als Rev Theory.
- The Revelation (Century Media Records, 2016) als Rev Theory

### Singles
| Jahr | Titel       | Chartplatzierungen | Chartplatzierungen   | Album             |
| Jahr | Titel       | U.S. Modern rock   | U.S. Mainstream rock | Album             |
| ---- | ----------- | ------------------ | -------------------- | ----------------- |
| 2005 | Slowburn    | —                  | 27                   | Truth Is Currency |
| 2008 | Light It Up | —                  | 25                   | Light It Up       |
| 2008 | Hell Yeah   | —                  | 18                   | Light It Up       |
| 2010 | Justice     | —                  | 17                   | Justice           |